# Skif
Skif (russisk: Скиф) er en russisk spillefilm fra 2018 af Rustam Mosafir.

## Medvirkende
- Aleksej Faddejev som Lutobor
- Aleksandr Kuznetsov som Marten
- Vitalij Kravtjenko som Yar
- Aleksandr Patsevitj som Vseslav
- Jurij Tsurilo som Oleg